# Stary Górnik
Stary Górnik (niem. Bergel, Altbergel-Altottag) – wieś w Polsce położona w województwie dolnośląskim, w powiecie oławskim, w gminie Oława.

## Podział administracyjny
W latach 1975–1998 miejscowość administracyjnie należała do województwa wrocławskiego.

## Powodzie i podtopienia
Podczas powodzi 21 maja 2010 została zalana m.in. miejscowość Stary Górnik. Miejscowość ta jest często podtapiana lub zalewana, ponieważ znajduje się na terenie polderu Lipki-Oława.